# You'll Never Be Alone
You'll Never Be Alone é uma balada da cantora e compositora americana Anastacia. Foi lançado como quinto e último single do segundo álbum de estúdio, Freak of Nature, na Europa. Mais tarde, foi lançado também nos Estados Unidos, entrando numa das tabelas musicais da Billboard, Adult Contemporary.

## Videoclipe
Gravado em Los Angeles, o vídeo musical foi o segundo de Anastacia a ser dirigido por Mike Lipscombe. O vídeo foi incluindo no primeiro álbum de estúdio da cantora, The Video Collection.
Quando o vídeo começa, a cantora está sentada em frente a uma câmara cantando uma canção. À medida que a câmara se move, a cantora e o seu suposto namorado, vão passando pela casa do último. O vídeo envolve um acidente dele, e o espírito da cantora vai guiando a história do acidente.

## Faixas e formatos
Europeu CD single
1. "You'll Never Be Alone" (Versão do Álbum) – 4:41
2. "You Shook Me All Night Long" (dueto com Celine Dion) (Ao vivo em VH1 Divas)
3. "Lord Is Blessing Me" (Anastacia ao vivo)
4. "Late Last Night" (Versão do Álbum) –  4:26
5. "You'll Never Be Alone" (Vídeo)

Reino Unido CD single
1. "You'll Never Be Alone" (Versão do Álbum) – 4:41
2. "You Shook Me All Night Long" (dueto com Celine Dion) (Ao vivo em VH1 Divas)
3. "Lord Is Blessing Me" (Anastacia ao vivo)
4. "Late Last Night" (Versão do Álbum) –  4:26
5. "You'll Never Be Alone" (Vídeo)

Europeu promocional CD single
1. "You'll Never Be Alone" (Edição de Rádio) – 3:53
2. "You'll Never Be Alone" (Versão do Álbum) – 4:41

Americano promocional CD single
1. "You'll Never Be Alone" (Edição de Rádio dos Estados Unidos)
2. "You'll Never Be Alone" (Versão do Álbum dos Estados Unidos)

## Desempenho

### Posições
| Ö3 Austria Top 40                    | 42 |
| German Singles Chart                 | 56 |
| Italian FIMI Singles Chart           | 28 |
| Swedish Singles Chart                | 34 |
| Swiss Singles Chart                  | 36 |
| UK Singles Chart                     | 31 |
| U.S. Billboard Adult Contemporary 1  | 28 |
| Notas: - 1 Não lançado oficialmente. |    |